# Nova Monte Verde
Nova Monte Verde – miasto i gmina w Brazylii, w stanie Mato Grosso.